# Max Kapaun
Pour les articles homonymes, voir Kapaun.
Max Kapaun né le 26 octobre 1994, est un joueur allemand de hockey sur gazon. Il évolue au poste d'attaquant au HC Klein Zwitserland et avec l'équipe nationale allemande.

## Carrière
Il a débuté en équipe première en 2017 au Cap lors du Cape Town Summer Series II.

## Palmarès
- : 1er à la Sultan of Johor Cup 2012
- : 1er à la Coupe du monde U21 en 2013
- : 2e à l'Euro U21 en 2014